# Kirchnüchel
Kirchnüchel er en by og kommune i det nordlige Tyskland, beliggende i Amt Lütjenburg i den nordøstlige del af Kreis Plön. Kreis Plön ligger i den østlige/centrale del af delstaten Slesvig-Holsten.

## Geografi
Kirchnüchel er beliggende sydvest for Bungsberg, der med 168 moh. er det højeste punkt i Slesvig-Holsten.
I kommunen ligger godset Grünhaus og St. Marienkirche, der før reformationen var en betydelig valfartskirke. Den er med ca. 110 moh. den højest beliggende kirke i delstaten.
Kirchnüchel ligger ved vejen mellem Schönwalde og Lütjenburg.